# Ригель замка
Ри́гель замка́ (від нім. Riegel — «поперечина», «засув») — частина запірного пристрою, замка, яка безпосередньо замикає об'єкт закриття. Являє собою металевий (у рідких випадках пластиковий) стрижень, який може висуватися або повертатися, таким чином входячи між рухомим і нерухомим елементами об'єкта і перешкоджаючи їх небажаному або несанкціонованому зміщенню.